# Dusona simulans
Dusona simulans är en stekelart som först beskrevs av Walley 1940.  Dusona simulans ingår i släktet Dusona och familjen brokparasitsteklar. Utöver nominatformen finns också underarten D. s. arizonensis.